# OLÉ busz (Budapest)
A budapesti OLÉ jelzésű autóbusz a Deák Ferenc tér és a Reiner Frigyes park között közlekedett, 2017. június 24-én az Olimpia Éjszakája rendezvény alkalmával. A járatot a Budapesti Közlekedési Zrt. üzemeltette.

## Útvonala
| Reiner Frigyes park felé | Deák Ferenc tér felé                                                                                           |
| --- | --- |
| Deák Ferenc tér M vá. – Deák Ferenc tér – Erzsébet tér – József Attila utca – Andrássy út – Dózsa György út – Reiner Frigyes park vá. | Reiner Frigyes park vá. – Thököly út – Dózsa György út – Andrássy út – Deák Ferenc tér – Deák Ferenc tér M vá. |

## Megállóhelyei
| 0  | Deák Ferenc tér M végállomás      | 13 | 909, 914, 914A, 916, 931, 950, 950A, 979, 979A, 990 |
| 4  | Oktogon M                         | 9  | 6, 923, 979                                         |
| 8  | Benczúr utca (↓) Hősök tere M (↑) | 5  | 979                                                 |
| 10 | Damjanich utca / Dózsa György út  | 3  | 979                                                 |
| 13 | Reiner Frigyes park végállomás    | 0  | 907, 973                                            |